# Террі Крюс
Те́рренс А́лан (Те́ррі) Крюс (англ. Terrence Alan 'Terry' Crews; нар. 30 липня 1968, Флінт, штат Мічиган) — американський актор, колишній професійний гравець в американський футбол, захисник, учасник Національної футбольної ліги. Відомий своїми виступами в таких фільмах, як «Білі ципоньки», «Нестримні», «Термінатор: Спасіння», в телесеріалі «Бруклін 9-9». З'явився в кількох рекламних роликах Old Spice.

## Вибрана фільмографія

### Кіно
| Рік  | Фільм                    | Оригінальна назва          | Роль                       |
| ---- | ------------------------ | -------------------------- | -------------------------- |
| 2000 | Шостий день              | англ. The 6th Day          | Вінсент                    |
| 2001 | Тренувальний день        | англ. Training Day         | член банди                 |
| 2002 | Шахраї                   | англ. Serving Sara         | Вернон                     |
| 2004 | Старскі і Гатч           | англ. Starsky & Hutch      | Портер                     |
| 2004 | Ульотний транспорт       | англ. Soul Plane           | злочинець                  |
| 2004 | Білі ціпоньки            | англ. White Chicks         | Латрелл Спенсер            |
| 2005 | Все або нічого           | англ. The Longest Yard     | Едді                       |
| 2005 | Круті часи               | англ. Harsh Times          | Даррелл                    |
| 2006 | Клік: З пультом по життю | англ. Click                | водій, що співає           |
| 2006 | Внутрішня імперія        | англ. Inland Empire        | людина на вулиці           |
| 2006 | Ідіократія               | англ. Idiocracy            | президент Камачо           |
| 2007 | Хитрощі Норбіта          | англ. Norbit               | Джек Латімор               |
| 2007 | Як пограбувати банк      | англ. How to Rob a Bank    | офіцер ДеҐіпс              |
| 2007 | Кулі гніву               | англ. Balls of Fury        | Фредді                     |
| 2008 | Королі вулиць            | англ. Street Kings         | детектив Терренс Вашингтон |
| 2008 | Будь кмітливим           | англ. Get Smart            | агент 91                   |
| 2009 | Термінатор: Спасіння     | англ. Terminator Salvation | капітан Джерічо            |
| 2009 | Посередники              | англ. Middle Men           | Джеймс                     |
| 2009 | Геймер                   | англ. Gamer                | Хекмен                     |
| 2010 | Нестримні                | англ. The Expendables      | Гейл Цезар                 |
| 2012 | Нестримні 2              | англ. The Expendables 2    | Гейл Цезар                 |
| 2013 | Дуже страшне кіно 5      | англ. Scary Movie 5        | Мартін Джейкобс            |
| 2014 | Змішані                  | англ. Blended              | Нікенс                     |
| 2014 | Нестримні 3              | англ. The Expendables 3    | Гейл Цезар                 |
| 2014 | День драфту              | англ. Draft Day            | Ерл Дженнігс               |
| 2015 | Безглузда шістка         | англ. The Ridiculous 6     | Чико Стокберн              |
| 2017 |                          | англ. Where's the Money    | дядечко Леон               |
| 2018 |                          | англ. Sorry to Bother You  | Серджіо                    |
| 2018 | Дедпул 2                 | англ. Deadpool 2           | Бедлам                     |
| 2022 | Ліга монстрів            | англ. Rumble               | Двохвостий (голос)         |
| 2024 | Дедпул 2                 | англ. The Killer's Game    | Крейтон Лавдал             |

### Телебачення
| Рік початку участі | Рік закінчення участі | Серіал                        | Оригінальна назва           | Роль                    | Кількість серій |
| ------------------ | --------------------- | ----------------------------- | --------------------------- | ----------------------- | --------------- |
| 2012               |                       | Новини                        | англ. The Newsroom          | Лонні Чарч              | 5 серій         |
| 2013               |                       | Бруклін 9-9                   | англ. Brooklyn Nine-Nine    | сержант Террі Джеффордс | постійна роль   |
| 2005               | 2009                  | Всі ненавидять Кріса          | англ. Everybody hates Chris | Юліус                   | постійна роль   |
| 2022               |                       | Оповідання про ходячих мерців | Tales of the Walking Dead   | Джо                     |                 |